# Граф Эренфрид
«Граф Эренфрид» (нем. Graf Ehrenfried) — комедия немецкого писателя Христиана Рейтера, впервые поставленная на сцене и опубликованная в 1700 году.
Главный герой пьесы — аристократ, который переходит из лютеранства в католичество из практических соображений. Известно, что в образе пьяницы Инъюриуса («Противозаконника») Рейтер изобразил своего врага адвоката Геце, и тот пытался добиться запрета пьесы, но безуспешно.